# Dąbrowa-Gogole
Dąbrowa-Gogole is een plaats in het Poolse district  Wysokomazowiecki, woiwodschap Podlachië. De plaats maakt deel uit van de gemeente Szepietowo en telt 55 inwoners.